# 유경기
노효왕 유경기(魯孝王 劉慶忌, ? ~ 기원전 52년)는 중국 전한의 황족 · 제후왕으로, 노왕이다. 노안왕 유광의 아들이다.

## 생애
아버지가 노안왕 40년(기원전 89년)에 죽어 노왕 자리를 계승했고, 노효왕 37년(기원전 52년)에 죽어 아들 노경왕이 계승했다.

## 가계
- 노안왕 유광
  - 노효왕 유경기
    - 노경왕 유봉
    - 창려강후 유홍
    - 평읍후 유창
    - 산향절후 유관
    - 건릉정후 유수
    - 합양절후 유평
    - 동안효후 유강
    - 증향절후 유당
    - 건양절후 유함

창려강후 이하는 모두 감로 4년(기원전 50년) 윤월 정해일에 봉해졌다.